# Lukolela (territoire)
Pour les articles homonymes, voir Lukolela.
Lukolela est un territoire et une localité de la province de l'Équateur en république démocratique du Congo. Le chef-lieu du territoire est la localité de Lukolela.

## Histoire
Le territoire est instauré en 1976 par démembrement du territoire de Bikoro.

## Secteurs
Le territoire est divisé en 3 secteurs :
- Banunu, avec 1 groupement de 16 villages ;
- Losakanya, avec 2 groupements de 24 villages ;
- Mpama avec 1 groupement et 64 villages.

## Démographie
| 1994   | 2004    |
| ------ | ------- |
| 72 978 | 122 308 |